# Gaultheria procumbens
El axocopaque o gaulteria (Gaulteria procumbens) es un arbusto de la familia Ericaceae, natural de México y el norte de los Estados Unidos, donde crece en lugares arenosos y húmedos o pantanosos. 

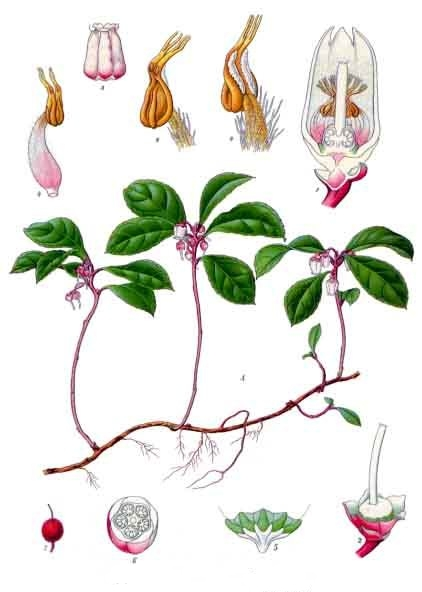
Ilustración

## Descripción
Es un arbusto con raíz horizontal. Los tallos ascienden desde el rizoma. Las hojas de color verde son pecioladas, alternas, brillantes y ovales o lanceoladas, dentadas por sus bordes. Tiene pocas flores, colgantes, axilares y de color blanco. El cáliz es de color blanco con cinco segmentos, la corola tiene cinco sépalos y diez estambres. El fruto es una cápsula con numerosas semillas en su interior y está envuelto por el cáliz que es carnoso dando el aspecto de una baya comestible de color rojo brillante de 6-9 mm de diámetro

## Propiedades
Sus frutos silvestres se pueden consumir tanto cocidas como crudas.
- Diurética se usa en caso de cistitis, irritación de la uretra o prostatitis.
- El aceite esencial de la planta se utiliza en pomadas y linimentos antirreumáticos.[1]

El monotropitósido (gaulterina) es hidrolizado por la flora bacteriana, dando lugar a salicilato de metilo, antiinflamatorio, analgésico, antipirético, anticoagulante; El arbutósido tiene un efecto antiséptico urinario. Diurético emenagogo. El aceite esencial, en uso tópico, tiene una acción rubefaciente. Los taninos le confieren una acción astringente (antidiarréico, hemostático local, cicatrizante).
Principios activos
El aceite esencial llamado "esencia de wintergreen" (0,5-0,8%): contiene gaulterina, desdoblable en salicilato de metilo y primaverósido. Ácidos-fenoles: ácido salicílico, ácido caféico. Heterósidos hidroquinónicos: arbutósido. Taninos catéquicos.

## Taxonomía
Gaultheria procumbens fue descrita por Carlos Linneo y publicado en Species Plantarum 1: 395. 1753.
Etimología
Gaultheria, nombre genérico, mal escrito, otorgado por el escandinavo Pehr Kalm en 1748 en honor de Jean François Gaultier de Quebec.
procumbens: epíteto latino que significa "postrada".
Sinonimia
- Brossaea procumbens (L.) Kuntze
- Gaultheria humilis Salisb.
- Gaultheria repens Raf.
- Gautiera procumbens (L.) Torr.[6]